# Descriptio potentiae Turciae et Ordinatio belli contra Turcam 1514
Descriptio potentiae Turciae et Ordinatio belli contra Turcam 1514 – traktat włączony do mowy posła Wawrzyńca Miedzelskiego wygłoszonej do papieża Leona X. Traktat pomimo naiwnych planów stoi wyżej naukowo od prac antytureckich Kallimacha. Jest ważnym raportem dyplomatycznym dotyczącym Turcji z tego okresu. Potęga militarna Turków jest oceniona dość realnie.

## Źródło
- Descriptio potentiae Turciae et Ordinatio belli contra iliam 1514 [w:] Acta Tomiciana, t. 3, s. 168-181.